# Milna

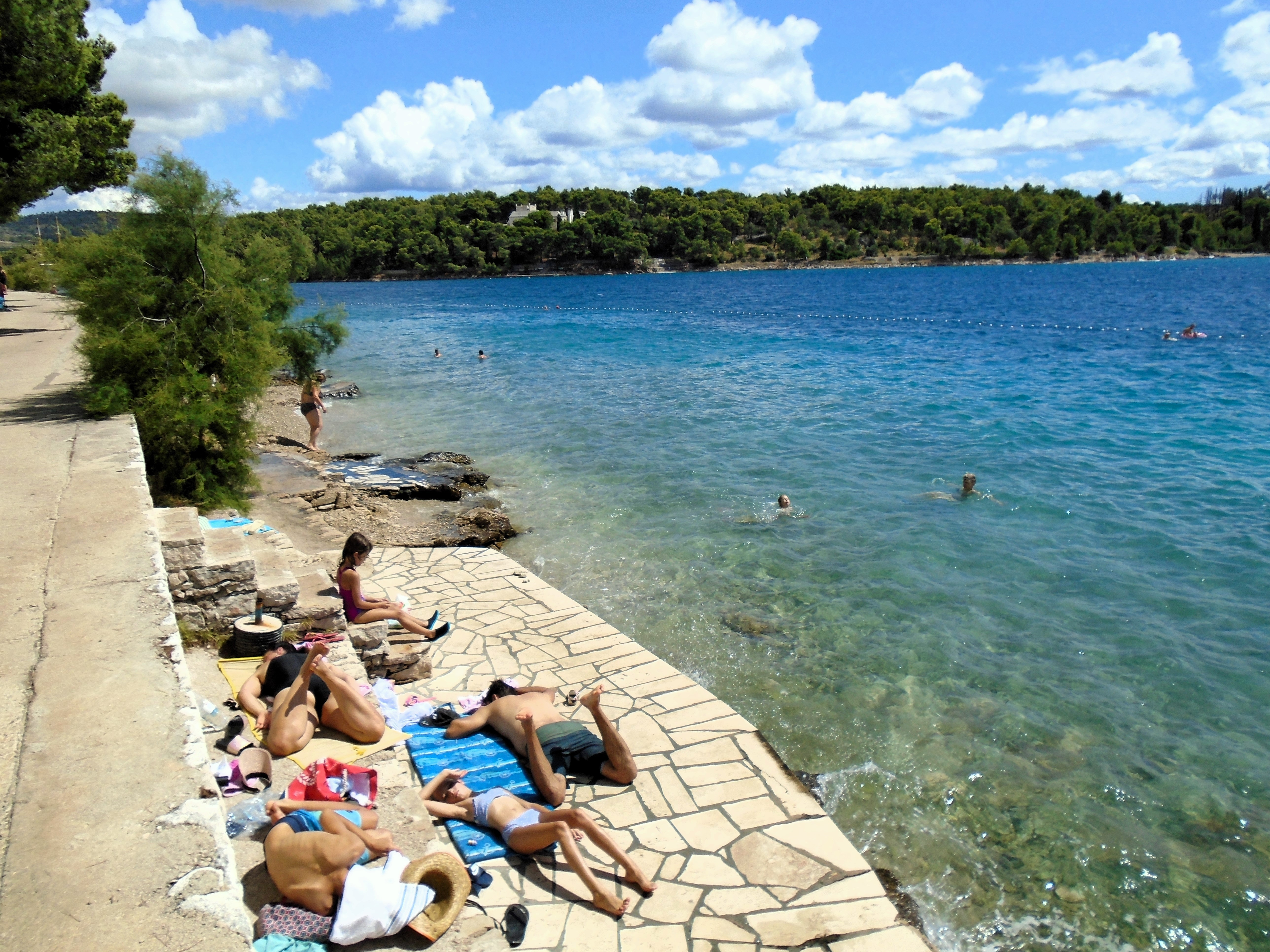
Strand i Milna

Milna är en ort i Kroatien.   Den ligger i länet Dalmatien, i den södra delen av landet, 280 km söder om huvudstaden Zagreb. Milna ligger 12 meter över havet och antalet invånare är 866. Den ligger på ön Brač.
Terrängen runt Milna är kuperad österut, men västerut är den platt. Havet är nära Milna åt sydväst.  Närmaste större samhälle är Supetar, 10,3 km nordost om Milna. 